# Весёлое (Барвенковский район)
Весёлое (укр. Веселе), село,
Гусаровский сельский совет,
Изюмский район,
Харьковская область.
Код КОАТУУ — 6320482507. Население по переписи 2001 г. составляет 214 (100/114 м/ж) человека.

## Географическое положение
Село Весёлое находится на левом берегу реки Сухой Торец. На противоположном берегу на расстоянии 1 км находится г. Барвенково и железнодорожная станция Надеждовка.
На расстоянии 1 км от села находятся сёла Маяк и Никополь.

## Экономика
- В селе есть молочно-товарная ферма.
- Небольшой песчаный карьер.

## Культура
- Клуб